# AH Leporis
AH Leporis (AH Lep) es una estrella en la constelación de Lepus —la liebre— de magnitud aparente +8,45.
No es observable a simple vista, pero con un pequeño telescopio se la puede localizar dos grados y medio al norte de Arneb (α Leporis).
AH Leporis es una enana amarilla de tipo espectral G3V.
Tiene una temperatura superficial de 5821 K y su masa es apenas un 2% mayor que la masa solar.
A diferencia del Sol, es un «rotor» rápido, siendo su velocidad de rotación proyectada de 25 km/s, más de 10 veces superior a la solar.
Presenta un contenido metálico inferior al del Sol en un 20% ([Fe/H] = -0,10).
Su abundancia relativa de litio (A(Li) = 3,3), aunque superior a la del Sol, corresponde a la abundancia cósmica de este metal.
Es una estrella luminosa en la región de rayos X del espectro.
En cuanto a su edad, esta se halla comprendida dentro el amplio margen que va desde los 1700 a los 9000 millones de años, siendo la más probable 6800 millones de años.
AH Leporis es una variable BY Draconis cuyo brillo varía 0,04 magnitudes con un período de 1,31 días.
Es miembro, al igual que las semejantes AK Pictoris y EK Draconis, de la Asociación Local o Grupo de movimiento de las Pléyades.
Se encuentra a una incierta distancia de 113 ± 39 años luz de distancia del sistema solar.